# Leonid Jurjewitsch Nowikow
Leonid Jurjewitsch Nowikow (russisch Леонид Юрьевич Новиков; * 10. Januar 1984 in Belgorod) ist ein russischer Orientierungsläufer. 2013 wurde er Weltmeister auf der Mitteldistanz und mit der russischen Staffel.
Der Mitteldistanzspezialist Nowikow stand über Jahre im Schatten seines älteren Bruders Walentin Nowikow. So gelang es ihm nicht, bis 2012 bei einer großen internationalen Meisterschaft unter die ersten zehn zu laufen. 2013 bei den Weltmeisterschaften im finnischen Vuokatti gewann er 31-jährig die Mitteldistanz vor dem Franzosen Thierry Gueorgiou und Gustav Bergman aus Schweden. Erstmals in der russischen Staffel laufend gewann er ein paar Tage später seine zweite Goldmedaille.
International startete Nowikow zunächst für die finnische Startgemeinschaft Delta, mit der er 2008 in einer Staffel mit seinem Bruder die Jukola gewann. Nach der Auflösung Deltas 2013 läuft Nowikow für den ehemaligen Delta-Verein Hiidenkiertäjät aus Lohja.

## Platzierungen
| Weltmeisterschaften  | Sprint | Mittel | Lang | Staffel |
| -------------------- | ------ | ------ | ---- | ------- |
| 2003 Rapperswil      |        | 16.    |      |         |
| 2004 Västerås        |        | 13.    |      |         |
| 2006 Aarhus          |        | nq     |      |         |
| 2009 Miskolc         |        | 16.    |      |         |
| 2010 Trondheim       |        | nq     |      |         |
| 2012 Lausanne        |        | 19.    |      |         |
| 2013 Vuokatti        |        | 1.     | 25.  | 1.      |
| 2014 Trient/Venetien |        | 8.     |      | 13.     |

| Europameisterschaften | Sprint | Mittel | Lang | Staffel |
| --------------------- | ------ | ------ | ---- | ------- |
| 2006 Otepää           |        | 23.    |      | 6.      |
| 2010 Primorsko        |        | dsq    | 25.  |         |
| 2012 Falun            |        | 12.    | nq   |         |

| Junioren-WM   | Sprint | Mittel | Lang | Staffel |
| ------------- | ------ | ------ | ---- | ------- |
| 2002 Alicante |        | 56.    | 6.   | 4.      |

| Gesamt-Weltcup | Gesamt-Weltcup |
| -------------- | -------------- |
| 2004           | 79.            |
| 2006           | 83.            |
| 2008           | 97.            |
| 2009           | 57.            |
| 2010           | 93.            |
| 2012           | 63.            |
| 2013           | 34.            |